# Capergnanica
Capergnanica (Caergnàniga in dialetto cremasco) è un comune italiano di 2 136 abitanti della provincia di Cremona in Lombardia.

## Storia
In età napoleonica (1809-16) al comune di Capergnanica furono aggregate Bolzone e Chieve, distaccate nuovamente con la costituzione del Regno Lombardo-Veneto.
Nel 1869 a Capergnanica fu aggregata Passarera.

### Simboli
Lo stemma e il gonfalone sono stati concessi con decreto del presidente della Repubblica del 3 aprile 1957.
Lo stemma raffigura, in campo rosso, un crocevia sormontato da due sciabole incrociate.
Il gonfalone è un drappo partito di bianco e di rosso.

## Società

### Evoluzione demografica
Abitanti censiti

### Etnie e minoranze straniere
Al 31 dicembre 2020 i cittadini stranieri sono 107. Le comunità nazionali numericamente significative sono:
1. Romania: 32

## Infrastrutture e trasporti

### Strade
Il territorio è attraversato dalle seguenti strade provinciali
- SP CR 37 Crema-Casaletto Ceredano (solo il tratto tra Crema e Capergnanica; il successivo tratto tra Capergnanica e Casaletto Ceredano è stato declassato nel 2005[9])
- SP CR 62 Chieve-Capergnanica

## Amministrazione
Elenco dei sindaci dal 1985 ad oggi.
| Periodo          | Periodo          | Primo cittadino    | Partito                         | Carica                    | Note   |
| ---------------- | ---------------- | ------------------ | ------------------------------- | ------------------------- | ------ |
| 24 luglio 1985   | 13 luglio 1990   | Gian Paolo Degnoni | Democrazia Cristiana            | Sindaco                   |        |
| 8 luglio 1990    | 24 aprile 1995   | Mario Barbaglio    | Democrazia Cristiana            | Sindaco                   |        |
| 24 aprile 1995   | 14 giugno 1999   | Pietro Parati      | centro                          | Sindaco                   |        |
| 14 giugno 1999   | 14 giugno 2004   | Pietro Parati      | centro                          | Sindaco                   |        |
| 14 giugno 2004   | 8 giugno 2009    | Cristian Chizzoli  | Lega Nord                       | Sindaco                   |        |
| 8 giugno 2009    | 12 novembre 2012 | Giorgio Picco      | Lega Nord                       | Sindaco                   | [ 11 ] |
| 12 novembre 2012 | 17 dicembre 2012 | Emilia Giordano    | -                               | Commissario prefettizio   |        |
| 17 dicembre 2012 | 27 maggio 2013   | Emilia Giordano    | -                               | Commissario straordinario |        |
| 27 maggio 2013   | 10 giugno 2018   | Alex Severgnini    | lista civica di centro-sinistra | Sindaco                   | [ 1 ]  |
| 10 giugno 2018   | 15 maggio 2023   | Alex Severgnini    | lista civica di centro-sinistra | Sindaco                   | [ 12 ] |
| 15 maggio 2023   | in carica        | Alex Severgnini    | lista civica di centro-sinistra | Sindaco                   | [ 13 ] |

## Galleria d'immagini

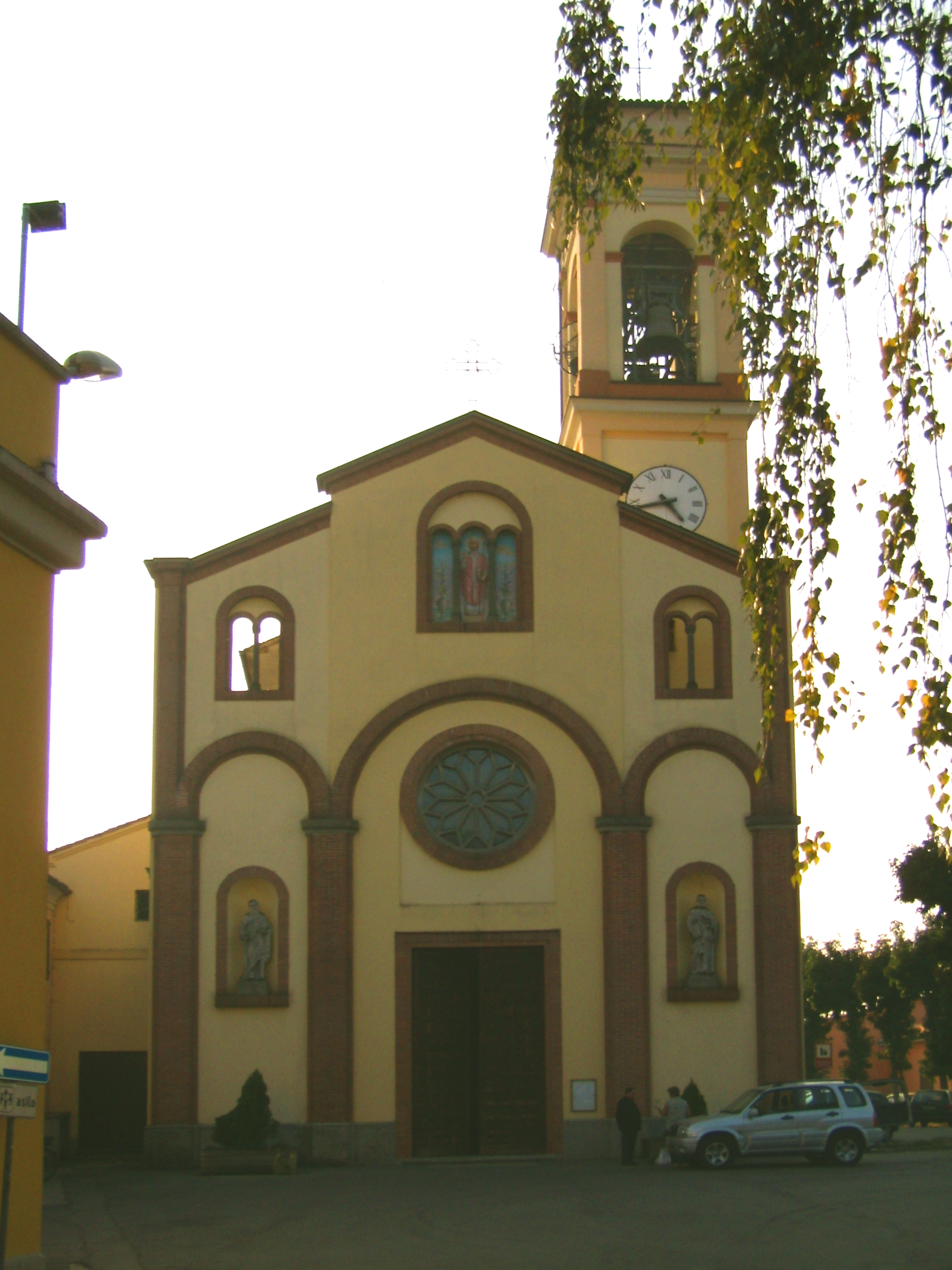
La chiesa parrocchiale di San Martino Vescovo
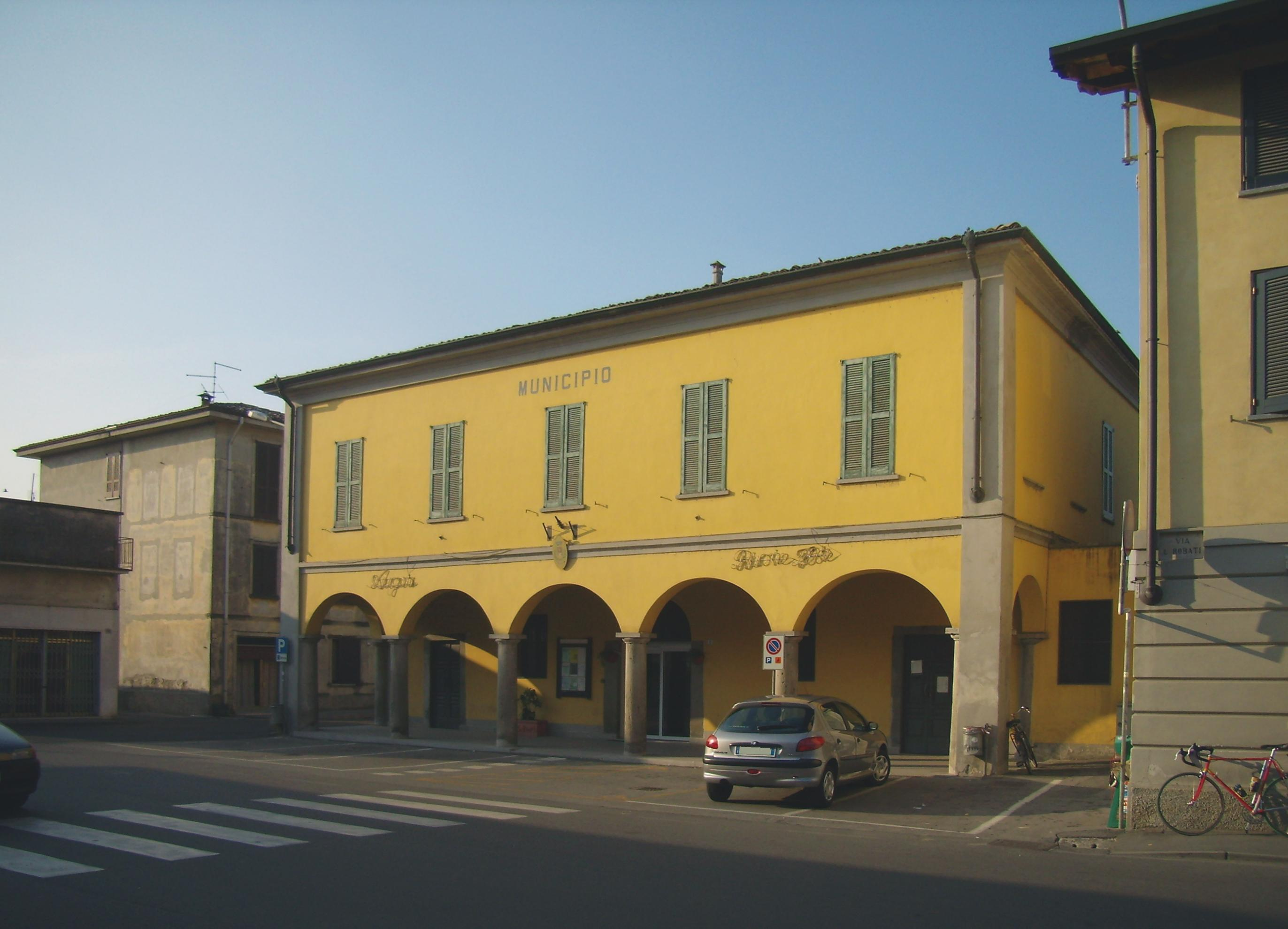
Il municipio
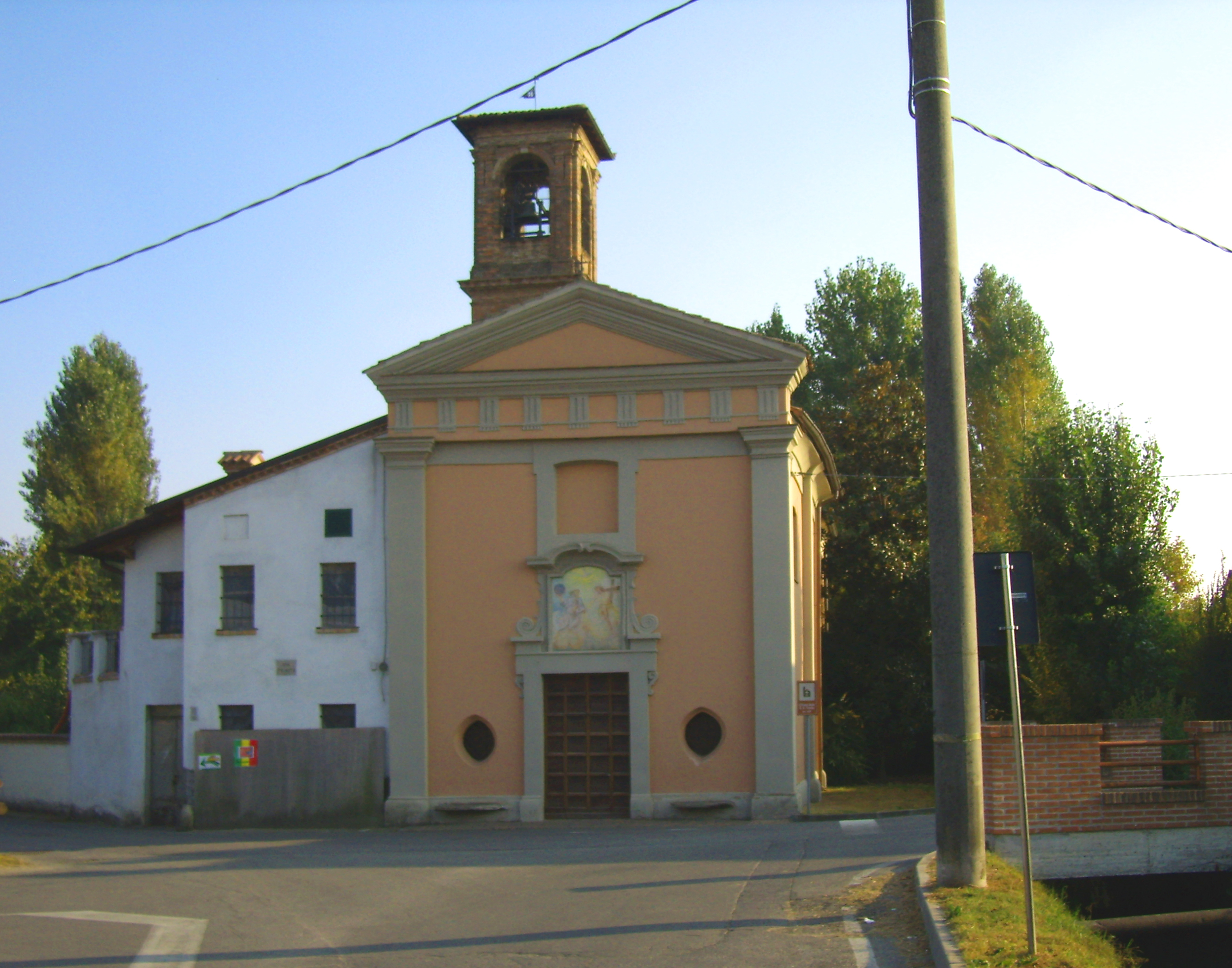
La chiesa della Santissima Trinità
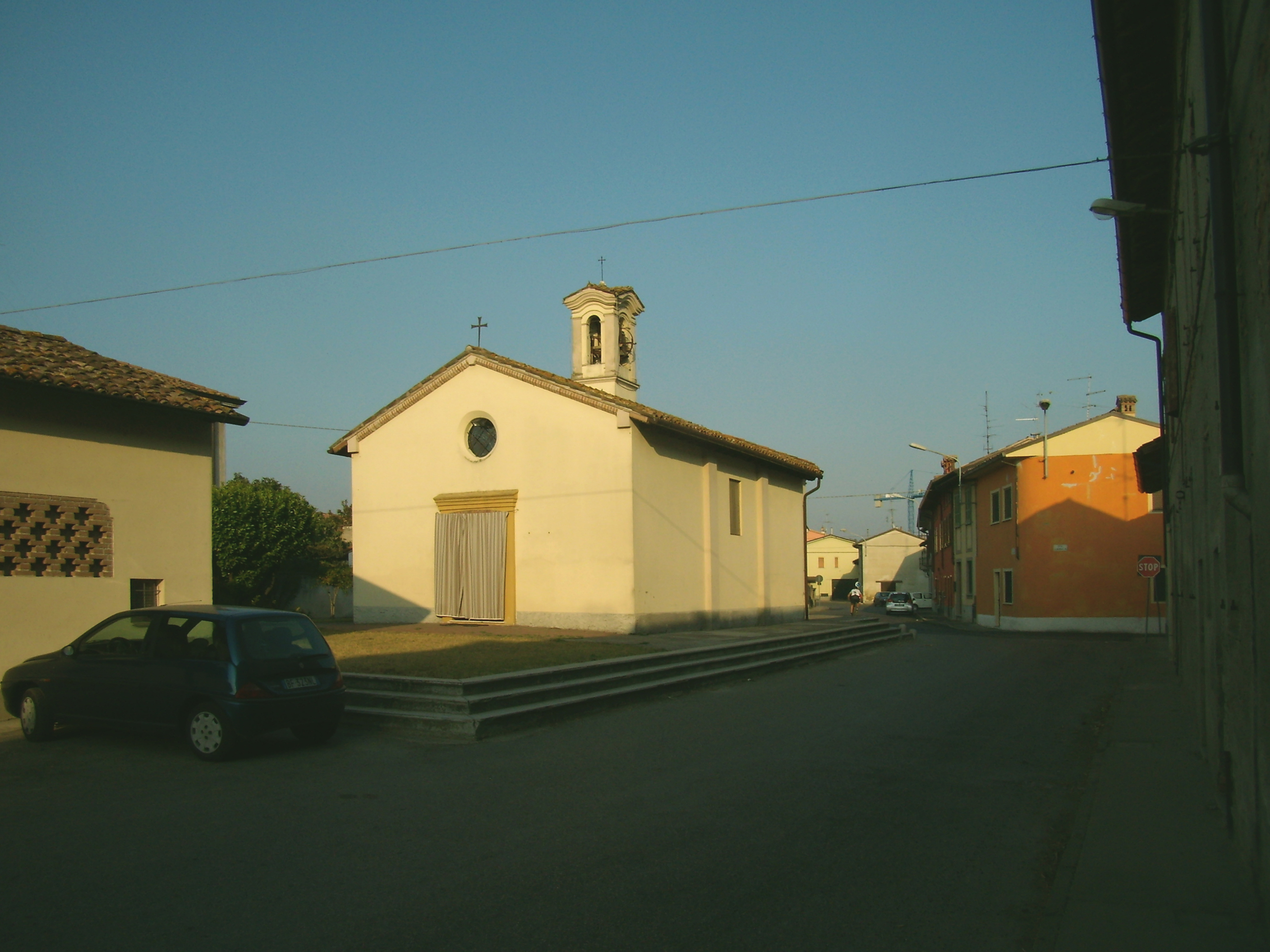
La chiesa di Sant'Antonino